# Chińska Republika Ludowa na Letnich Igrzyskach Olimpijskich 2000
Chińską Republikę Ludową na Letnich Igrzyskach Olimpijskich 2000 reprezentowało 271 zawodników, 91 mężczyzn i 180 kobiet. Był to szósty start w historii występów tej reprezentacji na letnich igrzyskach olimpijskich. Chińczycy poprawili wynik medalowy z poprzednich letnich igrzysk olimpijskich zdobywając 58 medali, w tym 28 złotych.

## Zdobyte medale

### Złoto
| Zawodnik                                                          | Dyscyplina sportowa  | Konkurencja                               |
| ----------------------------------------------------------------- | -------------------- | ----------------------------------------- |
| Wang Liping                                                       | Lekkoatletyka        | chód na 20 km kobiet                      |
| Ji Xinpeng                                                        | Badminton            | gra pojedyncza mężczyzn                   |
| Gong Zhichao                                                      | Badminton            | gra pojedyncza kobiet                     |
| Ge Fei Gu Jun                                                     | Badminton            | gra podwójna kobiet                       |
| Gao Ling Zhang Jun                                                | Badminton            | gra mieszana                              |
| Xiong Ni                                                          | Skoki do wody        | Trampolina - 3 m mężczyźni                |
| Tian Liang                                                        | Skoki do wody        | Platforma - 10 m mężczyźni                |
| Fu Mingxia                                                        | Skoki do wody        | Trampolina - 3 m kobiety                  |
| Xiong Ni Xiao Hailiang                                            | Skoki do wody        | Trampolina 3 m - synchronicznie mężczyźni |
| Li Na Sang Xue                                                    | Skoki do wody        | Platforma 10 m - synchronicznie kobiety   |
| Li Xiaopeng                                                       | Gimnastyka           | Ćwiczenia na poręczach                    |
| Xu Huang Li Xiaopeng Xiao Junfeng Xing Aowei Yang Wei Zheng Lihui | Gimnastyka           | Wielobój drużynowo mężczyzn               |
| Liu Xuan                                                          | Gimnastyka           | Ćwiczenia na równoważni                   |
| Tang Lin                                                          | Judo                 | Waga półciężka (78 kg) kobiet             |
| Yuan Hua                                                          | Judo                 | Waga ciężka (+78 kg) kobiet               |
| Yang Ling                                                         | Strzelectwo          | Strzelanie do ruchomej tarczy 10 m        |
| Cai Yalin                                                         | Strzelectwo          | Karabin pneumatyczny 10 m mężczyźni       |
| Tao Luna                                                          | Strzelectwo          | Pistolet pneumatyczny 10 m kobiety        |
| Kong Linghui                                                      | Tenis stołowy        | gra pojedyncza mężczyzn                   |
| Wang Liqin Yan Sen                                                | Tenis stołowy        | gra podwójna mężczyzn                     |
| Wang Nan                                                          | Tenis stołowy        | gra pojedyncza kobiet                     |
| Li Ju Wang Nan                                                    | Tenis stołowy        | gra podwójna kobiet                       |
| Chen Zhong                                                        | Taekwondo            | Waga ciężka (+67 kg) kobiet               |
| Zhan Xugang                                                       | Podnoszenie ciężarów | Kategoria do 77 kg mężczyzn               |
| Yang Xia                                                          | Podnoszenie ciężarów | Kategoria do 53 kg kobiet                 |
| Chen Xiaomin                                                      | Podnoszenie ciężarów | Kategoria do 63 kg kobiet                 |
| Lin Weining                                                       | Podnoszenie ciężarów | Kategoria do 69 kg kobiet                 |
| Ding Meiyuan                                                      | Podnoszenie ciężarów | Kategoria do + 75 kg kobiet               |

### Srebro
| Zawodnik                                    | Dyscyplina sportowa  | Konkurencja                               |
| ------------------------------------------- | -------------------- | ----------------------------------------- |
| Huang Nanyan Yang Wei                       | Badminton            | gra podwójna kobiet                       |
| Hu Jia                                      | Skoki do wody        | Platforma - 10 m mężczyźni                |
| Guo Jingjing                                | Skoki do wody        | Trampolina - 3 m kobiety                  |
| Li Na                                       | Skoki do wody        | Platforma - 10 m kobiety                  |
| Hu Jia Tian Liang                           | Skoki do wody        | Platforma 10 m - synchronicznie mężczyźni |
| Fu Mingxia Guo Jingjing                     | Skoki do wody        | Trampolina 3 m - synchronicznie kobiety   |
| Dong Zhaozhi Wang Haibin Ye Chong Zhang Jie | Szermierka           | Floret drużynowo mężczyzn                 |
| Yang Wei                                    | Gimnastyka           | Wielobój indywidualnie mężczyzn           |
| Ling Jie                                    | Gimnastyka           | Ćwiczenia na poręczach kobiet             |
| Li Shufang                                  | Judo                 | Waga półśrednia (63 kg) kobiet            |
| Wang Yifu                                   | Strzelectwo          | Pistolet pneumatyczny 10 m mężczyzn       |
| Tao Luna                                    | Strzelectwo          | Pistolet sportowy 25 m kobiet             |
| Kong Linghui Liu Guoliang                   | Tenis stołowy        | Gra podwójna mężczyzn                     |
| Li Ju                                       | Tenis stołowy        | Gra pojedyncza kobiet                     |
| Sun Jin Yang Ying                           | Tenis stołowy        | Gra podwójna kobiet                       |
| Wu Wenxiong                                 | Podnoszenie ciężarów | Kategoria do 56 kg mężczyzn               |

### Brąz
| Zawodnik                                | Dyscyplina sportowa  | Konkurencja                        |
| --------------------------------------- | -------------------- | ---------------------------------- |
| Xia Xuanze                              | Badminton            | Gra pojedyncza mężczyzn            |
| Ye Zhaoying                             | Badminton            | Gra pojedyncza kobiet              |
| Gao Ling Qin Yiyuan                     | Badminton            | Gra podwójna kobiet                |
| Jiang Cuihua                            | Kolarstwo            | Wyścig indywidualny na czas kobiet |
| Liang Qin Li Na Liu Yinqing Yang Shaoqi | Szermierka           | Floret drużynowo kobiet            |
| Yang Yun                                | Gimnastyka           | Ćwiczenia na poręczach kobiet      |
| Liu Xuan                                | Gimnastyka           | Wielobój indywidualnie kobiety     |
| Liu Yuxiang                             | Judo                 | Waga półlekka (52 kg) kobiet       |
| Niu Zhiyuan                             | Strzelectwo          | Strzelanie do ruchomej tarczy 10 m |
| Gao Jing                                | Strzelectwo          | Karabin pneumatyczny 10 m kobiet   |
| Gao E                                   | Strzelectwo          | Trap kobiet                        |
| Liu Guoliang                            | Tenis stołowy        | Gra pojedyncza mężczyzn            |
| Zhang Xiangxiang                        | Podnoszenie ciężarów | Kategoria do 56 kg mężczyzn        |
| Sheng Zetian                            | Zapasy               | Styl klasyczny, kategoria do 58 kg |